# Каталонско овчарско куче
Каталонското овчарско куче е порода, чийто произход е от Каталония, Испания.

## Външен вид
Каталонското овчарско куче е с височина от 47 до 55 см при мъжките и от 45 до 53 см при женските. Теглото варира от 20 до 27 кг. Козината е дълга и може да е с различен цвят: от светлобежово до черно, тъмносиво или светлосиво.

## Поведение
Породата е създадена като овчарска, но също така е и отличен компаньон. Тези кучета са доста интелигентни и се подават лесно на дресировка. Ето защо се изявяват успешно в редица кучешки спортове (Аджилити и пр.). Необходими са редовни физически упражнения. Ранната социализация е важна, особено ако кучето ще бъде около деца. Каталонското овчарско куче е лоялно към стопанина си и се стреми да му угажда.